# Jennewitz
Jennewitz ist ein Ortsteil der Stadt Kröpelin im Landkreis Rostock in Mecklenburg-Vorpommern.

## Geografie und Verkehrsanbindung
Jennewitz liegt nördlich des Kernortes Kröpelin an der Landesstraße L 11. Südlich verläuft die B 105. 
Südöstlich liegt das  30 ha große Landschaftsschutzgebiet Kröpeliner Torfmoor (siehe Liste der Landschaftsschutzgebiete in Mecklenburg-Vorpommern, L 124). Am nördlichen Ortsrand hat die Cubanze, ein linker Nebenfluss des Fulgenbaches, ihre Quelle.

## Geschichte
Am 1. Juli 1950 wurden die bis dahin eigenständigen Gemeinden Boldenshagen und Diedrichshagen eingegliedert.

## Söhne und Töchter des Ortes
- Hermann Christoph Engelke (1679–1742), Professor der evangelischen Theologie an der Universität Rostock

## Baudenkmale

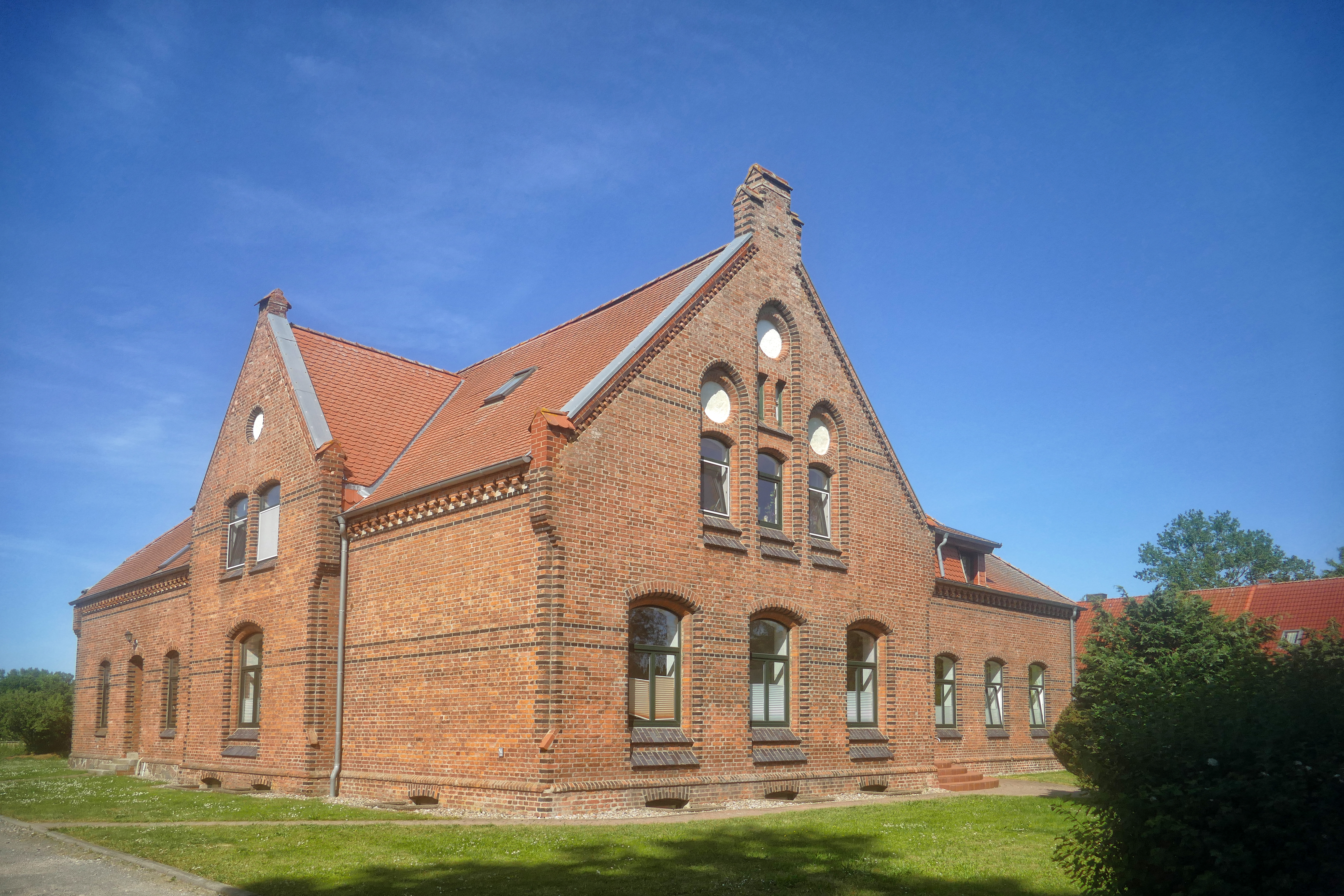
Gutshaus in Jennewitz

In der Liste der Baudenkmale in Kröpelin ist für Jennewitz ein Baudenkmal aufgeführt:
- das Gutshaus (Hofstraße 4) der Domäne Jennewitz der Herzöge von Schwerin